# Montour megye
Montour megye az Amerikai Egyesült Államokban, azon belül Pennsylvania államban található. Megyeszékhelye és legnagyobb városa Danville. Lakosainak száma 18 136 fő (2020. április 1.). Montour megye Columbia, Northumberland és Lycoming megyékkel határos.

## Népesség
A megye népességének változása:
| Lakosok száma | 18 331 | 18 370 | 18 490 | 18 541 | 18 557 | 18 136 |
|               | 2010   | 2011   | 2012   | 2013   | 2015   | 2020   |